# Tjeckoslovakiska förstaligan i fotboll
Tjeckoslovakiska förstaligan i fotboll (tjeckiska: 1. Československá fotbalová liga, slovakiska: 1. Česko-slovenská futbalová liga) var det tidigare Tjeckoslovakiens högsta division i fotboll för herrar, och lydde under det tjeckoslovakiska fotbollsförbundet. Serien sparkade igång säsongen 1925 och vanns då av SK Slavia Prag. Slovakiska lag deltog från säsongen 1935/1936. Under andra världskriget hade Böhmen-Mähren och Slovakien egna ligor, innan Tjeckoslovakien och därmed även tjeckoslovakiska ligan återskapades efter kriget.
Alla tiders publikrekord noterades den 4 september 1965 då 50 105 åskådare kom och tittade på Pragderbyt mellan Slavia Prag och Sparta Prag.

## Mästare

### Tjeckoslovakien 1925-1937/1938
| Säsong    | Segrare            |
| --------- | ------------------ |
| 1925      | SK Slavia Prag     |
| 1925/1926 | AC Sparta Prag     |
| 1927      | AC Sparta Prag     |
| 1927/1928 | FK Viktoria Žižkov |
| 1928/1929 | SK Slavia Prag     |
| 1929/1930 | SK Slavia Prag     |
| 1930/1931 | SK Slavia Prag     |
| 1931/1932 | AC Sparta Prag     |
| 1932/1933 | SK Slavia Prag     |
| 1933/1934 | SK Slavia Prag     |
| 1934/1935 | SK Slavia Prag     |
| 1935/1936 | AC Sparta Prag     |
| 1937/1937 | SK Slavia Prag     |
| 1937/1938 | AC Sparta Prag     |

### Böhmen-Mähren 1938/1939-1943/1944
| Säsong    | Segrare                   |
| --------- | ------------------------- |
| 1938/1939 | AC Sparta Prag            |
| 1939/1940 | SK Slavia Prag            |
| 1940/1941 | SK Slavia Prag            |
| 1941/1942 | SK Slavia Prag            |
| 1942/1943 | SK Slavia Prag            |
| 1943/1944 | AC Sparta Prag            |
| 1944/1945 | inställt på grund av krig |

### Tjeckoslovakien 1945/1946-1992/1993
| Säsong    | Segrare                                  |
| --------- | ---------------------------------------- |
| 1945/1946 | AC Sparta Prag                           |
| 1946/1947 | SK Slavia Prag                           |
| 1947/1948 | AC Sparta Prag                           |
| 1948      | SK Slavia Prag (inofficiellt mästerskap) |
| 1949      | NV Bratislava                            |
| 1950      | NV Bratislava                            |
| 1951      | NV Bratislava                            |
| 1952      | Sparta ČKD Sokolovo                      |
| 1953      | ÚDA Prag                                 |
| 1954      | Sparta ČKD Sokolovo                      |
| 1955      | ŠK Slovan Bratislava                     |
| 1956      | Dukla Prag                               |
| 1957/1958 | Dukla Prag                               |
| 1958/1959 | TJ Červená Hviezda Bratislava            |
| 1959/1960 | DSO Spartak Hradec Králové               |
| 1960/1961 | Dukla Prag                               |
| 1961/1962 | Dukla Prag                               |
| 1962/1963 | Dukla Prag                               |
| 1963/1964 | Dukla Prag                               |
| 1964/1965 | TJ Sparta ČKD Praha                      |
| 1965/1966 | Dukla Prag                               |
| 1966/1967 | TJ Sparta ČKD Praha                      |
| 1967/1968 | Spartak TAZ Trnava                       |
| 1968/1969 | Spartak TAZ Trnava                       |
| 1969/1970 | ŠK Slovan Bratislava                     |
| 1970/1971 | Spartak TAZ Trnava                       |
| 1971/1972 | Spartak TAZ Trnava                       |
| 1972/1973 | Spartak TAZ Trnava                       |
| 1973/1974 | ŠK Slovan Bratislava                     |
| 1974/1975 | ŠK Slovan Bratislava                     |
| 1975/1976 | TJ Baník Ostrava OKD                     |
| 1976/1977 | Dukla Prag                               |
| 1977/1978 | FC Zbrojovka Brno                        |
| 1978/1979 | Dukla Prag                               |
| 1979/1980 | TJ Baník Ostrava OKD                     |
| 1980/1981 | TJ Baník Ostrava OKD                     |
| 1981/1982 | Dukla Prag                               |
| 1982/1983 | Bohemians ČKD Praha                      |
| 1983/1984 | AC Sparta Prag                           |
| 1984/1985 | AC Sparta Prag                           |
| 1985/1986 | TJ Vítkovice                             |
| 1986/1987 | AC Sparta Prag                           |
| 1987/1988 | AC Sparta Prag                           |
| 1988/1989 | AC Sparta Prag                           |
| 1989/1990 | AC Sparta Prag                           |
| 1990/1991 | AC Sparta Prag                           |
| 1991/1992 | ŠK Slovan Bratislava                     |
| 1992/1993 | AC Sparta Prag                           |

### Fotnoter
1. ↑  ”Slovakia - List of Champions” (på engelska). RSSF. http://www.rsssf.com/tabless/slowchamp.html. Läst 24 maj 2015.
2. ↑  ”Na Letné padl divácký rekord 21. století” (på tjeckiska). Idnes. 9 november 2003. http://fotbal.idnes.cz/na-letne-padl-divacky-rekord-21-stoleti-d8x-/fotbal.aspx?c=A031109_170344_fotbal_ber. Läst 24 maj 2015.